# Caecoonops cubitermitis
Espèce
Caecoonops cubitermitis est une espèce d'araignées aranéomorphes de la famille des Oonopidae.

## Distribution
Cette espèce est endémique du Congo-Kinshasa.

## Description
Cette araignée est anophtalme. Elle se rencontre dans les termitières.

## Publication originale
- Benoit, 1964 : La découverte d'Oonopidae anophthalmes dans des termitières africaines (Araneae). Revue de zoologie africaine, vol. 70, p. 174-187.